# Pelodytes atlanticus
Pelodytes atlanticus es una especie de anuro del único género viviente de la familia de los pelodítidos: Pelodytes. Este anfibio es endémico de la península ibérica.

## Taxonomía
Descripción original
Esta especie fue descrita originalmente en el año 2017 por los herpetólogos Jesús Díaz Rodríguez, Marcelo Gehara, Rafael Márquez, Miguel Vences, Helena Gonçalves, Fernando Sequeira, Iñigo Martínez Solano y Miguel Tejedo.
Localidad tipo
La localidad tipo referida es: “Reserva ornitológica Mindelo, en Mindelo, Oporto, Portugal”.
Holotipo
El ejemplar holotipo designado es el catalogado como: EBD 34645 (GLA03-JDR2015); se trata de un macho adulto que fue capturado por Jesús Díaz Rodríguez el 29 de enero de 2015.
Etimología
Etimológicamente el epíteto específico atlanticus es un topónimo que refiere a la esclusiva distribución de esta especie: la costa portuguesa del océano Atlántico.
Caracterización y relaciones filogenéticas
Este anuro fue incluido en Pelodytes punctatus y denominado de manera ya definida: “linaje A”. Pelodytes atlanticus fue diagnosticada sobre la base de la concordancia entre marcadores mitocondriales y nucleares, sin embargo, su diferenciación morfológica y bioacústica es baja. Pelodytes atlanticus es más pequeña que P. hespericus y P. punctatus. De P. hespericus es separable bioacústicamente al presentar esta última un patrón en el cual dos tipos de notas se combinan en su canto de anuncio.

## Distribución y hábitat
Este anfibio es un endemismo ibérico, específicamente de la franja costera atlántica de Portugal, desde el Faro de Sagres (en Algarve) y desde el cabo de San Vicente por el sur hasta el río Cávado por el norte (en los alrededores de la ciudad de Esposende), además de un sector en el centro-este del país, en el Alto Alentejo.